# إيفان بافلوفسكي
إيڤان چريغوريفيتش پافلوفسكي ( الروسية: Ива́н Григо́рьевич Павло́вский   ) ( 24 February [بالتقويم القديم: 11 February
] 1909 - 27 أبريل 1999م) كان قائدًا عسكريًا سوفيتيًا، وقائدًا عامًا للقوات البرية ، ونائبًا لوزير دفاع الاتحاد السوفيتي (1967-1980م)، وجنرالًا في الجيش (1967م). نال لقب بطل الاتحاد السوفيتي عام 1969م. كان عضوًا في اللجنة المركزية للحزب الشيوعي السوفيتي (1966-1971م) واللجنة المركزية للحزب الشيوعي السوفيتي (1971-1981م).

## سيرة
وُلِد في قرية تيريمكوفتسي ، محافظة بودوليان ، التابعة حاليًا لمقاطعة كاميانيتس-بوديلسكي ، أوبلاست خميلنيتسكي في أوكرانيا. أصله أوكراني. تخرج عام ١٩٢٩م من مدرسة مهنية زراعية، ومنذ مايو عمل مهندسًا زراعيًا في اتحاد مزارع مقاطعة كامينيتس-بودولسك الجماعية، ومنذ سبتمبر ١٩٣٠م مهندسًا زراعيًا في محطة ستارو-أوشيتسكايا للجرارات الآلية .
خلال الحرب العالمية الثانية، تولى بافلوفسكي قيادة فرقة البنادق رقم 328 ، ثم بعد الحرب، تولى قيادة فيلق البنادق السادس في المنطقة العسكرية في شمال القوقاز (1952-1955م).  عُيّن بافلوفسكي، الذي يحمل رتبة جنرال في الجيش ، قائدًا عامًا للقوات البرية السوفيتية اعتبارًا من 5 نوفمبر 1967. 
توفي بافلوفسكي في موسكو في 27 أبريل 1999م.